# Tiến sĩ Hội Thánh
Danh hiệu Tiến sĩ Hội Thánh (tiếng Latinh từ chữ docere, giảng dạy) trong Giáo hội Công giáo dành cho các vị Thánh mà các bài viết được toàn thể Giáo hội công nhận là có ảnh hưởng và lợi ích lớn, cũng như "sự hiểu biết nổi bật" và "sự thánh thiện rộng lớn" đã được tuyên bố bởi Giáo hoàng hoặc một bởi một Công đồng đại kết. Vinh dự này ít được trao ban, chỉ người ấy đã chết và đã được tuyên thánh. Chưa có một Công đồng đại kết nào sử dụng đặc quyền để tuyên bố tước hiệu Tiến sĩ Hội Thánh. Một vài Giáo hội khác cũng dùng danh hiệu này, với nghĩa gần tương tự nhưng thường không đưa ra danh sách chính thức nào như Giáo hội Công giáo.

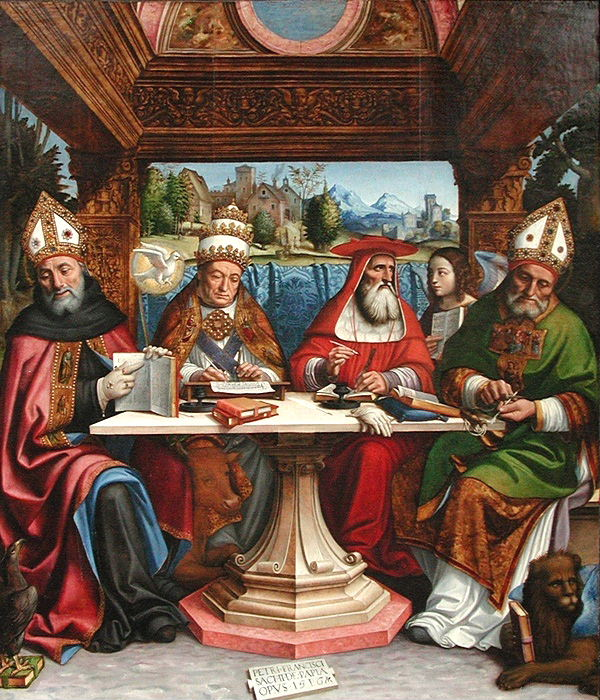
Bốn Đại Tiến sĩ của Giáo hội Tây phương, tranh của Pier Francesco Sacchi. Từ trái sang phải: Augustinô, Ghêgôriô Cả, Giêrônimô, và Ambrôsiô.

Thánh Ambrôsiô, Thánh Augustinô, Thánh Giêrônimô và Thánh Giáo hoàng Ghêgôriô là những vị được phong Tiến sĩ Hội Thánh tiên khởi vào năm 1298. Các ngài được biết đến như các Đại Tiến sĩ Hội Thánh của Giáo hội Tây phương. Bốn Đại Tiến sĩ Hội Thánh của Giáo hội Đông phương - Thánh Gioan Kim Khẩu, Thánh Basiliô Cả, Thánh Ghêgôriô thành Nadiandô và Thánh Athanasiô - được tuyên bố tước hiệu vào năm 1568 bởi Thánh Giáo hoàng Piô V.
Tính đến năm 2023, Giáo hội Công giáo có 37 Tiến sĩ Hội Thánh, trong số đó có 18 người qua đời trước khi cuộc Đại Ly giáo năm 1054 diễn ra (được đánh dấu * trong bảng dưới đây) cũng được tôn kính trong Chính thống giáo Đông phương (Grêgôriô thành Narek thuộc Giáo hội Tông truyền Armenia khi đó không còn hiệp thông với Kitô giáo Chalcedon). Trong số 36 vị đó có 27 người từ Tây phương và 9 người từ Đông phương; có 4 phụ nữ; 02 Giáo hoàng (Thánh Ghêgôriô Cả và Thánh Lêô Cả)
· 01 Hồng y (Thánh Bônaventura)
· 01 Tổng Giám mục (Thánh Anselmô)
· 17 Giám mục (các Thánh: Albertô Cả, Anphongsô, Ambrôsiô, Athanasiô, Augustinô, Basiliô, Kirilô thành Alexandria, Kirilô thành Giêrusalem, Ghêgôriô Nazian, Gioan Kim Khẩu, Hilariô, Isiđôrô, Phanxicô Salê, Phêrô Kim Ngôn, Phêrô Đamianô và Rôbertô Bellarminô và Irenaeus)
· 11 Linh mục (các Thánh: Antôniô thành Pađua, Bêđa Khả Kính, Bernađô, Gioan Đamascênô, Gioan Thánh Giá, Giêrônimô, Laorensô đệ Brinđisi, Phêrô Canisiô và Tôma Aquinô, Gioan Avila, Ghêgôriô làng Narek)
· 01 vị Phó Tế (Thánh Épraem)
· 04 Nữ tu (Thánh Têrêsa thành Avila, Thánh Nữ Têrêsa Hài Đồng Giêsu và Thánh Hinđêgađi thành Bingen, Thánh Catarina thành Siena)

## Danh sách các tiến sĩ
| Tên                             | Chân dung   | Sinh           | Mất                     | Được phong | Xuất thân   | Ngoại hiệu                                                               | Chức vị                                                                                           | Ghi chú |
| ------------------------------- | ----------- | -------------- | ----------------------- | ---------- | ----------- | ------------------------------------------------------------------------ | ------------------------------------------------------------------------------------------------- | --- |
| Th. Ghêgôriô Cả*                | không khung | 540            | 12 tháng 3,604          | 1298       | Ý           |                                                                          | Giáo hoàng, Giám mục thành Rôma Thượng phụ, tu sĩ Dòng Bênêđíchtô                                 | có công canh tân phụng vụ, cỗ võ đời sống đan viện và những hoạt động truyền giáo, người viết nhạc bình ca Ghêgôrianô. Lễ kính ngày 03.9.                                                                           |
| Th. Ambrôsiô*                   | không khung | 340            | 4 tháng 4, 397          | 1298       | Ý           |                                                                          | Giám mục thành Milano                                                                             | Lễ kính ngày 07.12. |
| Th. Augustinô*                  | không khung | 354            | 28 tháng 8, 430         | 1298       | Numidia     | Ân điển tiến sĩ Doctor gratiae                                           | Giám mục thành Hippon                                                                             | Bắc Phi, thần học gia và triết gia, tác giả của nhiều sách nổi tiếng, trong đó có hai tập sách "Confessions" (Tuyên Xưng) và "Thành Trì của Thiên Chúa" (City of God)                                               |
| Th. Giêrônimô*                  | không khung | 347            | 30 tháng 9,420          | 1298       | Dalmatia    |                                                                          | Linh mục, thầy giảng, tu sĩ                                                                       | người đã có công dịch Kinh Thánh ra tiếng latinh, được gọi là bản Phổ Thông (Vulgata) tiếng Latinh. Lễ kính ngày 30.9.                                                                                              |
| Th. Gioan Kim Khẩu*             | không khung | 347            | 407                     | 1568       | Syria       |                                                                          | Tổng giám mục Constantinopolis                                                                    | Nhà hùng biện có tài, dám chống lại Hoàng đế của Constantinopoli lúc đó theo lạc giáo của Ariô, nên thánh nhân bị đày và chết trong cảnh bị đày. Lễ kính ngày 13.9.                                                 |
| Th. Basiliô Cả*                 | không khung | 330            | 1 tháng 1,379           | 1568       | Cappadocia  |                                                                          | Giám mục Caesarea                                                                                 | Người có công tổ chức lại tinh thần đan viện đông phương. Lễ kính ngày 02.01. |
| Th. Ghêgôriô thành Nazianzus*   | không khung | 329            | 25 tháng 1,389          | 1568       | Cappadocia  |                                                                          | Tổng giám mục thành Constantinople                                                                | Nhà thần học nổi danh, có công giải thích những mầu nhiệm Kitô một cách sâu xa. Lễ kính ngày 02.01. |
| Th. Athanasiô*                  | không khung | 298            | 2 tháng 5,373           | 1568       | Ai Cập      |                                                                          | Tổng giám mục thành Alexandria, Thượng phụ                                                        | Người đã bênh vực thần tính của Chúa Giêsu chống lại ông Ariô, và là một trong những vị thánh tiến sĩ nổi tiếng của Giáo hội Công giáo Đông Phương. Lễ kính ngày 02.5.                                              |
| Th. Tôma Aquinô                 | không khung | 1225           | 7 tháng 3, 1274         | 1568       | Ý           | Thiên sứ tiến sĩ Doctor angelicus Toàn năng tiến sĩ Doctor communis      | Linh mục, thần học gia, triết gia, tu sĩ Dòng Đôminicô                                            | Tác giả của tập Thần học Đại toàn (Summa Theologica). Lễ kính ngày 28.01. |
| Th. Bônavêntura                 | không khung | 1221           | 15 tháng 7,1274         | 1588       | Ý           | Xí thiên sứ tiến sĩ Doctor seraphicus                                    | Hồng y, Giám mục thành Albano, thần học gia, triết gia, ngoại trưởng, tu sĩ bề trên Dòng Phanxicô | Lễ kính ngày 15.7. |
| Th. Ansenmô                     | không khung | 1033 hoặc 1034 | 21 tháng 4, 1109        | 1720       | Ý           | Tráng lệ tiến sĩ Doctor magnificus Thánh mẫu học tiến sĩ Doctor Marianus | Đan viện phụ,Tổng Giám mục thành Canterbury, tu sĩ Dòng Bênêđíchtô                                | Sang truyền giáo tại Canterbury, Anh Quốc. Lễ kính ngày 21.4. |
| Th. Isiđôrô*                    | không khung | 560            | 4 tháng 4, 636          | 1722       | Tây Ban Nha |                                                                          | Giám mục thành Sevilla                                                                            | Người có công tổ chức lại Giáo hội Công giáo Tây Ban Nha thời đó, tác giả bách khoa toàn thư, lịch sử học giả. Lễ kính ngày 04.4.                                                                                   |
| Th. Phêrô Kim Ngôn*             | không khung | 406            | 450                     | 1729       | Ý           |                                                                          | Giám mục thành Ravenna                                                                            | Nổi tiếng về những bài giảng và những bài viết về Thiên Chúa Ba Ngôi. Lễ kính ngày 30.7. |
| Th. Lêôn Cả*                    | không khung | 400            | 10 tháng 11,461         | 1754       | Ý           |                                                                          | Giáo hoàng, Giám mục thành Rôma, Thượng phụ                                                       | Chủ tọa công đồng Khankêđôn Lễ kính ngày 10.10. |
| Th. Phêrô Đamianô               | không khung | 1007           | 21 hoặc 22 tháng 2,1072 | 1828       | Ý           |                                                                          | hồng y Giám mục thành Ostia, nhà truyền giáo, tu sĩ Dòng Biển Đức                                 | Đại diện Đức Giáo hoàng trong nhiều Công Nghị. Lễ kính ngày 21.02. |
| Th. Bênađô thành Clairvaux      | không khung | 1090           | 21 tháng 8, 1153        | 1830       | Pháp        | Lưu mật tiến sĩ Doctor mellifluus                                        | linh mục, tu sĩ Dòng Xitô                                                                         | Người có công canh tân dòng Xitô. Lễ kính ngày 20.8. |
| Th. Hilariô thành Poitiers*     | không khung | 300            | 367                     | 1851       | Pháp        |                                                                          | Giám mục thành Poitiers                                                                           | Đã dấn thân chống lại lạc giáo của Ariô, trong tập sách nổi tiếng của ngài có tựa đề là "Tam Vị Nhất Thể Luận" (De Trinitate). Lễ kính ngày 13.01.                                                                  |
| Th. Anphongsô Maria de' Liguori | không khung | 1696           | 1 tháng 8,1787          | 1871       | Ý           | Nhiệt thành tiến sĩ Doctor zelantissimus                                 | Giám mục Sant'Agata de' Goti, sáng lập Dòng Chúa Cứu Thế                                          | Sáng lập dòng Chúa Cứu Thế, chuyên môn về thần học luân lý. Lễ kính ngày 01.8. |
| Th. Phanxicô Salêsiô            | không khung | 1567           | 28 tháng 12,1622        | 1877       | Pháp        | Ái đức tiến sĩ Doctor caritatis                                          | Giám mục thành Geneva                                                                             | Lễ kính ngày 24.01. |
| Th. Kirilô thành Alexandria*    | không khung | 376            | 27 tháng 6,444          | 1883       | Ai Cập      |                                                                          | Tổng giám mục thành Alexandria, Thượng phụ                                                        | Một trong những người có công tổ chức Công Đồng Êphêsô vào năm 431, và chống lại bè rối của Néttôriô. Lễ kính ngày 27.6.                                                                                            |
| Th. Kirilô thành Jerusalem*     | không khung | 315            | 386                     | 1883       | Jerusalem   |                                                                          | Giám mục thành Jerusalem                                                                          | Nhà hùng biện lỗi lạc. Lễ kính ngày 18.3. |
| Th. Gioan thành Damascus*       | không khung | 676            | 5 tháng 12,749          | 1883       | Syria       |                                                                          | Linh mục, tu sĩ, truyền giáo                                                                      | Có công áp dụng triết học của Aristote để giải thích giáo lý công giáo, chống lại lạc giáo phá hoại ảnh tượng, bênh vực việc sử dụng, tôn kính ảnh tượng, bênh vực việc sùng kính Đức Bà Maria. Lễ kính ngày 04.12. |
| Th. Bêđa Khả kính*              | không khung | 672            | 27 tháng 5,735          | 1899       | Anh         |                                                                          | Linh mục, truyền giáo                                                                             | dòng Biển Đức, người Anh, có công dịch Kinh Thánh sang tiếng Anh cổ. Lễ kính ngày 25.5. |
| Th. Épraem*                     | không khung | 306            | 373                     | 1920       | Syria       |                                                                          | Phó tế                                                                                            | Rất giỏi về Kinh Thánh và việc mục vụ, tác giả của nhiều ca vịnh và của tập sách có tựa đề là "Chú Giải Kinh Thánh". Lễ kính ngày 09.6.                                                                             |
| Th. Phêrô Canisiô               | không khung | 1521           | 21 tháng 12,1597        | 1925       | Hà Lan      |                                                                          | Linh mục, tu sĩ Dòng Tên                                                                          | Lễ kính ngày 21.12 |
| Th. Gioan Thánh Giá             | không khung | 1542           | 14 tháng 12,1591        | 1926       | Tây Ban Nha | Thần bí tiến sĩ Doctor mysticus                                          | Linh mục, nhà thần học theo thần bí chủ nghĩa, hội tổ Dòng Cát Minh Đi Dép (OCD)                  | Cộng tác với thánh Têrêsa thành Avila, để sáng lập dòng nam Camêlô Đi Dép. Lễ kính ngày 14.12. |
| Th. Rôbêtô Bêlaminô             | không khung | 1542           | 17 tháng 9,1621         | 1931       | Ý           |                                                                          | Giám mục thành Capua, triết gia, tu sĩ Dòng Tên                                                   | Lễ kính ngày 17.9. |
| Th. Anbêtô Cả                   | không khung | 1193           | 15 tháng 11,1280        | 1931       | Đức         | Bách khoa học tiến sĩ Doctor universalis                                 | Giám mục, triết gia, thần học gia tu sĩ Dòng Đôminicô                                             | Thầy dạy Thánh Tômasô Aquinô. Lễ kính ngày 15.11. |
| Th. Antôniô Patavinô            | không khung | 1195           | 13 tháng 6,1231         | 1946       | Bồ Đào Nha  | Phúc âm tiến sĩ Doctor evangelicus                                       | Linh mục, tu sĩ Dòng Phanxicô                                                                     | Lễ kính ngày 13.6. |
| Th. Laorenxô thành Brindisi     | không khung | 1559           | 22 tháng 7,1619         | 1959       | Ý           | Tông đồ tiến sĩ Doctor apostolicus                                       | Linh mục, nhà ngoại giao, tu sĩ Dòng Capuchin                                                     | Đi rao giảng khắp Âu Châu, và qua đời tại Lisbon. Lễ kính ngày 21.6. |
| Th. Têrêsa thành Ávila          | không khung | 1515           | 4 tháng 10,1582         | 1970       | Tây Ban Nha |                                                                          | Nhà thần học theo chủ nghĩa thần bí, nữ tu sĩ, hội tổ Dòng Cát Minh Đi Dép                        | Người có công sáng lập dòng nữ Camêlô Đi Dép. Lễ kính ngày 15.10. |
| Th. Catarina thành Siena        | không khung | 1347           | 29 tháng 4,1380         | 1970       | Ý           |                                                                          | Nhà thần học, trinh nữ tận hiến, thành viên Dòng Ba Đôminicô                                      | Có công hiệp nhất giáo hội bị chia rẽ lúc đó. Lễ kính ngày 29.4. |
| Th. Têrêsa Hài đồng Giêsu       | không khung | 1873           | 30 tháng 9,1897         | 1997       | Pháp        |                                                                          | Nữ tu sĩ Dòng Cát Minh Đi Dép                                                                     | Nổi tiếng về lòng đơn sơ và sự nhẫn nhục. Lễ kính ngày 01.10. |
| Th. Gioan thành Ávila           | không khung | 1500           | 1569                    | 2012       | Tây Ban Nha |                                                                          | Linh mục, thần học gia theo chủ nghĩa thần bí                                                     | Lễ kính ngày 10.5. |
| Th. Hinđêgađi thành Bingen      | không khung | 1098           | 1179                    | 2012       | Đức         |                                                                          | Nữ tu sĩ Dòng Biển Đức                                                                            | Lễ kính ngày 17.9. |
| Th. Grêgôriô làng Narek         | không khung | 951            | 1003 hoặc 1010          | 2015       | Armenia     |                                                                          | Tu sĩ, linh mục, nhà thơ, nhà thần bí                                                             | có lòng sùng mộ Đức Trinh Nữ Maria. Lễ kính ngày 27.02 |